# Кирпичное (Туркестанская область)
Кирпичное (каз. Кирпичное) — упразднённое село в Толебийском районе Туркестанской области Казахстана. Входило в состав Коксаекского сельского округа. В 2000-е годы включено в состав села Коксаек

## Население
По данным переписи 1999 года в селе проживало 299 человек (160 мужчин и 139 женщин).